# 拉鲁颇章

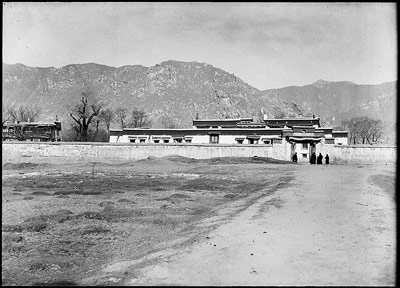
拉萨附近的拉鲁颇章（摄于1921年）

拉鲁颇章（藏語：ལྷ་ཀླུ་ཕོ་བྲང་།，威利转写：lha klu pho brang，THL：lhalu podrang），位于西藏自治区拉萨市城关区公德林街道拉鲁社区，原是拉鲁家族的颇章。附近是拉鲁湿地。

## 简介
拉鲁颇章位于拉萨城区以北。18世纪末到19世纪初修建，为八世达赖和十二世达赖家族的宅邸。现存院落坐北朝南，为三层藏式建筑，总面积3800平方米。
拉鲁颇章过去建在湖泊上，有一条走廊式的长桥与陆地相接。1980年代至1990年代，为修建公路，附近的大小湖泊被填埋。1997年，拉鲁社区居委会成立后，搬进拉鲁颇章办公。2013年，拉鲁社区居委会新的办公楼建好，拉鲁社区居委会迁出拉鲁颇章。